# Viuet
Viuet, o Viu de Barravés, es un pueblo del municipio de el Pont de Suert, en la Alta Ribagorza, provincia de Lérida, Cataluña, España. Formó parte del término de Llesp hasta su incorporación a el Pont de Suert en 1968.
En la propuesta derivada del informe popularmente denominado Informe Roca, se preveía integrar los núcleos de la Artiga y de Casós en el término municipal de Vilaller, segregándolos de el Pont de Suert. Igualmente con los pueblos de Sarroqueta y Viuet. Así pues, el municipio de Vilaller pasaría a denominarse Vilaller i Vall de Barravés.

## Descripción
Está situado a 1080,5 metros de altitud, en el extremo occidental del término, cerca de Sarroqueta de Barrabés. El pueblo viejo, totalmente abandonado, está alrededor de una peña que protegía el pueblo por el lado nordeste.
Es en un lugar de difícil acceso, ya que no hay camino. Se llega por un sendero que sube desde el este del Campin Alta Ribagorça, de las Bordas. Se puede llegar hasta este sitio en coche desde la Borda de Betrans, por una pista de montaña que pasa por las Rocas de Sentís y se dirige en zig-zag hacia detrás del tozal de Viuet, por las Colladas, desde donde un camino en desuso, hacia levante, lleva al despoblado.
La iglesia parroquial, actualmente cerrada al culto, está dedicada a la Transfiguración del Señor, pero dentro del mismo núcleo de población está la capilla de Casa Botiguer, dedicada a San Salvador. Viuet pertenece al obispado de Lérida, por el hecho de haber pertenecido en la Edad Media al obispado de Roda. Forma parte de la unidad pastoral 26 del arciprestazgo de la Ribagorza y es regida por el rector de el Pont de Suert.
Dominaba el pueblo el Castillo de Viuet, del cual a penas quedan restos hoy en día.

## Etimología
Viuet es un diminutivo de Viu; por tanto, el topónimo Viuet tiene el mismo origen que el de Viu. Ambos derivan de la palabra antigua bigo, que es confluencia de una raíz iberovascoaquitana y de otra germánica. La de origen vasco proviene de una raíz que significa forca, y, en cambio, la germánica vendría de un antropónimo antiguo, Wigo.

## Historia
El castillo de Viuet fue donado al monasterio de San Andrés de Barrabés, que lo cedieron en feudo a los barones de Erill, que lo tenían en el siglo XII. Más tarde, con Sarroca de Barrabés y Llesp, pasó a manos del obispo de Lérida.
Viuet tuvo ayuntamiento propio entre 1812 y 1847, junto con la cuadra de Miravet, como la mayoría de pueblos ribagorzanos, hasta que fue agregado en 1847 al ayuntamiento de Vilaller. No obstante, en una circular de estadística de 1857 ya aparece como perteneciente al ayuntamiento de Llesp.
Pascual Madoz, en su Diccionario geográfico... de 1849 describía el pueblo de Vihuet diciendo que estaba en la vertiente occidental de una montaña, bajo una peña que lo defendía del viento del norte, y que tenía un clima sano. El pueblo, según él, estaba formado por siete casas miserables, una borda deshabitada y la iglesia parroquial, dedicada a la Transfiguración. El cementerio era inmediato al pueblo, y había una fuente a 200 pasos.
El terreno de Viuet era montañoso, árido y roto, con el agua de un barranco y del Noguera Ribagorzana que bañaban algunos prados. Se cogía centeno, patatas y pastos. Se criaban animales menores y bovino, y había pesca de truchas. Constituían el pueblo 4 vecinos y 39 habitantes.
En 1960 todavía tenía 49 habitantes. En 2009 estaba ya despoblado, con el pueblo del todo abandonado. Sin embargo, hasta el año 2006 aún había un habitante.